# 仏山市
仏山市（ぶつざん-し/フォーシャン-し、中国語:佛山市、英語:Fatshan，Foshan）は、中華人民共和国の広東省にある地級市。広東省のほぼ中央に位置し、省都の広州市に隣接し、禅城区は西南20kmほどの位置にある。

## 歴史
古代は百越諸族の居住地であった仏山が中原の支配を受けるようになったのは前漢の武帝により南越国が滅亡し郡国制が施行された後である。晋代には季華と称されていたが、唐代の628年に市内の塔坡岡で3体の銅の仏像が発掘され、近くに塔坡寺が建てられたことから、仏山と改められた。また付近の仏教の中心地ということで、「禅城」とも称される。
明代の1449年（正統14年）、梁広などの郷紳により「忠義営」という武裝組織が組織され、黄蕭養らによる農民蜂起の鎮圧に当たったことから明代は梁広を「忠義官」という称号を与え、仏山一帯を「忠義郷」と称するようになった。 この頃の仏山は窯業が隆盛であり、江西省景徳鎮・湖北省漢口鎮（武漢市）・河南省朱仙鎮とともに中国四大名鎮に数えられていた。
清代の1732年（雍正10年）、嶺南地方の行政改変が行われ、仏山には「仏山直隷庁」が設置され広州府の管轄となっていた。辛亥革命により成立した中華民国は南海県の管轄下に置かれた。
中華人民共和国成立後の1949年10月29日、南海県より仏山専区が独立した行政区分として独立、1975年には広東省直轄市の仏山市が成立した。1983年6月に南海県・順徳県・三水県・高明県・中山県の5県が同市の管轄（同年12月、中山県は中山市として分割）となり、2002年に下部行政区域として禅城区・南海区・順徳区・三水区・高明区の5区が設置され現在に至っている。

## 地理
珠江デルタの西北部に位置し、全体に地形は平坦で、西江・珠江をはじめとする河川が網目のように流れている。このため、土地は肥沃であり、海洋性のモンスーン気候に属するため、年平均降水量は2100ミリメートルと多く、農業に適し、年間平均気温は21.7℃と温暖である。
広東語南番順方言（南海話・順徳話など）の使用地域にある。

## 行政区画
5市轄区を管轄する。
- 市轄区：
  - 禅城区・南海区・順徳区・三水区・高明区

| 仏山市の地図                       |
| ---------------------------------- |
| 禅城区 南海区 順徳区 三水区 高明区 |

### 年表
この節の出典

#### 仏山市(第1次)
- 1950年1月12日 - 広東省珠江専区仏山市が地級市の仏山市に昇格。(1市)
- 1956年1月4日 - 仏山市が仏山専区に編入。

#### 仏山地区
- 1956年1月4日 - 仏山市、江門市、石岐市、粤中行政区中山県・南海県・番禺県・順徳県・新会県・三水県・高明県・鶴山県・珠海県、粤西行政区台山県・開平県・恩平県、粤北行政区花県を編入。仏山専区が成立。仏山市・江門市・石岐市が県級市に降格。(3市13県)
- 1959年3月22日 (2市8県)
  - 番禺県の一部が花県に編入。
  - 順徳県および番禺県の残部が合併し、番順県が発足。
  - 石岐市・珠海県が中山県に編入。
  - 三水県が南海県に編入。
  - 恩平県が開平県に編入。
  - 高明県・鶴山県が合併し、高鶴県が発足。
- 1959年3月31日 (1市10県)
  - 恵陽専区増城県・博羅県・恵陽県・宝安県・東莞県、韶関専区従化県を編入。
  - 江門市・新会県・台山県・開平県・高鶴県が江門専区に編入。
- 1960年9月20日 - 従化県・花県が広州市に編入。(1市8県)
- 1960年9月30日 (1市10県)
  - 南海県の一部が分立し、三水県が発足。
  - 番順県の一部が分立し、順徳県が発足。
  - 番順県の残部・中山県の一部が広州市花県の一部と合併し、番禺県が発足。
- 1961年10月5日 (1市12県)
  - 中山県の一部が分立し、珠海県が発足。
  - 増城県の一部が分立し、竜門県が発足。
- 1963年6月8日 - 肇慶専区江門市・高鶴県・新会県・台山県・開平県・恩平県を編入。(2市17県)
- 1963年7月3日 - 恵陽県・博羅県・宝安県・東莞県・増城県・竜門県が恵陽専区に編入。(2市11県)
- 1965年7月19日 - 中山県・新会県の各一部が合併し、斗門県が発足。(2市12県)
- 1966年 (12県)
  - 仏山市が地級市の仏山市に昇格。
  - 江門市が地級市の江門市に昇格。
- 1970年 - 仏山専区が仏山地区に改称。(2市12県)
  - 仏山市・江門市を編入。仏山市・江門市が県級市に降格。
- 1975年3月24日 - 番禺県が広州市に編入。(2市11県)
- 1975年11月22日 (11県)
  - 仏山市が地級市の仏山市に昇格。
  - 江門市が地級市の江門市に昇格。
- 1979年3月5日 - 珠海県が市制施行し、地級市の珠海市に昇格。(10県)
- 1981年12月7日 - 高鶴県が分割され、高明県・鶴山県が発足。(11県)
- 1983年12月22日 
  - 南海県・三水県・順徳県・高明県・中山県が仏山市に編入。
  - 開平県・台山県・恩平県・新会県・鶴山県が江門市に編入。
  - 斗門県が珠海市に編入。

#### 仏山市(第2次)
- 1966年 - 仏山専区仏山市が地級市の仏山市に昇格。(1市)
- 1970年 - 仏山市が仏山地区に編入。

#### 仏山市(第3次)
- 1975年11月22日 - 仏山地区仏山市が地級市の仏山市に昇格。(1市)
- 1983年12月22日 - 仏山地区南海県・三水県・順徳県・高明県・中山県を編入。(2市4県)
  - 中山県が市制施行し、中山市となる。
- 1984年5月24日 - 南海県の一部が仏山市に編入。(2市4県)
- 1984年7月 - 汾江区・石湾区を設置。(2区1市4県)
- 1987年2月12日 - 汾江区が城区に改称。(2区1市4県)
- 1988年1月7日 - 中山市が地級市の中山市に昇格。(2区4県)
- 1992年3月26日 - 順徳県が市制施行し、順徳市となる。(2区1市3県)
- 1992年9月2日 - 南海県が市制施行し、南海市となる。(2区2市2県)
- 1993年3月29日 - 三水県が市制施行し、三水市となる。(2区3市1県)
- 1994年4月18日 - 高明県が市制施行し、高明市となる。(2区4市)
- 2002年12月8日 (5区)
  - 城区・石湾区および南海市の一部（南荘鎮）が合併し、禅城区が発足。
  - 南海市の残部が区制施行し、南海区となる。
  - 順徳市が区制施行し、順徳区となる。
  - 三水市が区制施行し、三水区となる。
  - 高明市が区制施行し、高明区となる。

## 経済

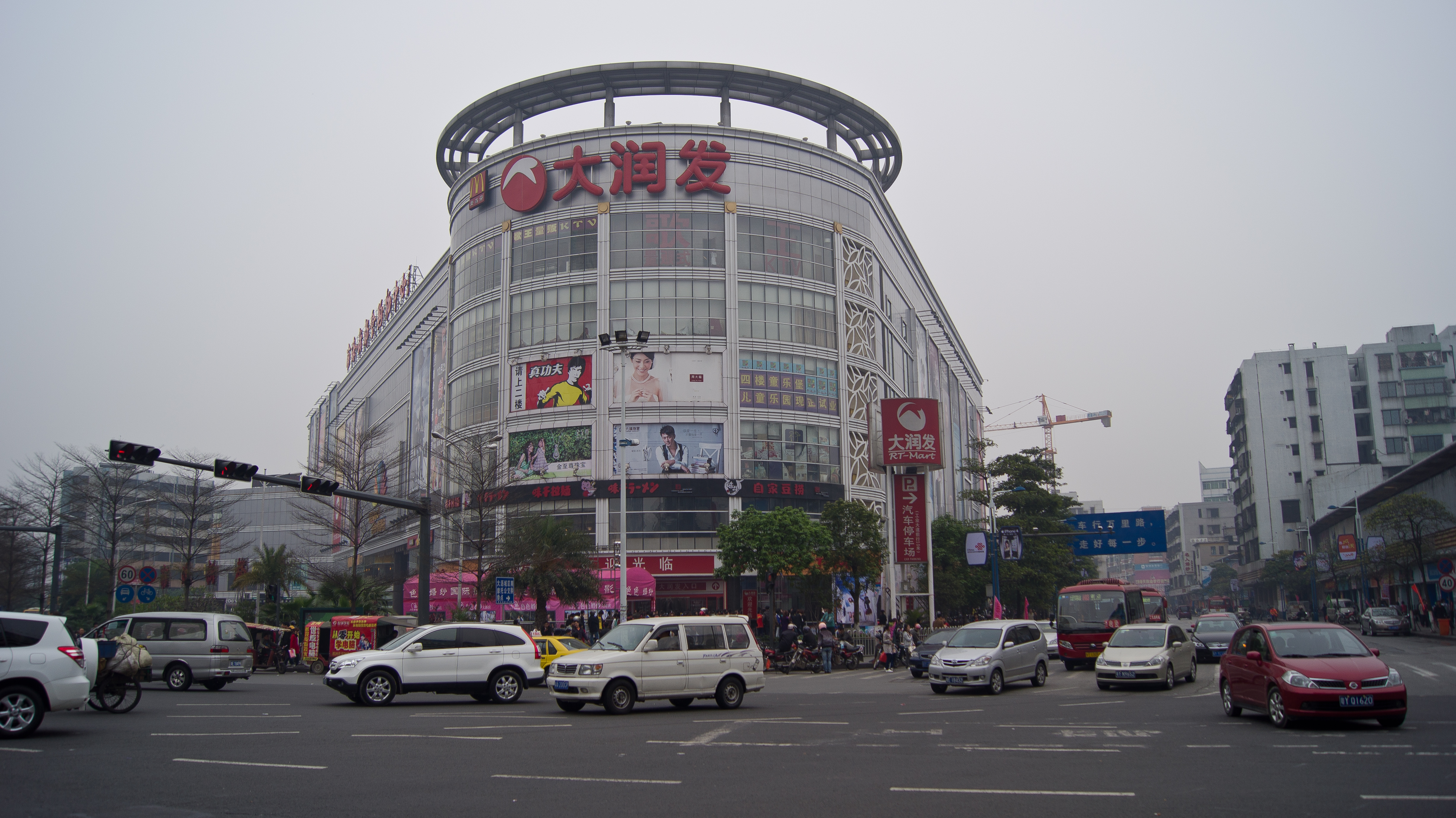
市街地の商業施設

改革開放政策が実施されると香港やマカオに近接した立地条件もあり、仏山は珠江デルタ地帯の中心的な工業都市として発展した。1978年から2004年までに経済規模は50倍にも発展し、年間経済成長は16.6%にも達している。
2011年のGDPは6,613億元，年間経済成長率は12.1%に達した。一人あたりGDPは92,356元（約14,000ドル）、大規模工業生産値は17,396億元、全国5位を占める。2012年1-9月のGDPは4,926.38億元、去年同時期と比べて7.5%上昇。
また、改革開放の初期に外資を導入したことであり、現在は中国における重要な輸出貿易工業の拠点として、家電、アパレル、運動靴、陶磁器及びその他の建築材料、金属材料の加工と生産、設備製造、電子情報、食品・飲料、プラスチック製品、石油化学製品と医薬品、家具などが製造され、日本からは電子工業や自動車部品メーカーが進出し、広州市を中心とする広仏経済圏の中心地としての地位を獲得している。

## 交通
空港
- 仏山沙堤空港

鉄道
- 仏山駅：広茂線（中国語版）
- 仏山西駅：貴広旅客専用線、南広線、広肇都市間鉄道、広仏環状線（中国語版）
- 順徳区内：広珠都市間鉄道
- 仏山地下鉄1号線、2号線、3号線、広州地下鉄7号線

## 観光
- 祖廟 - 道教

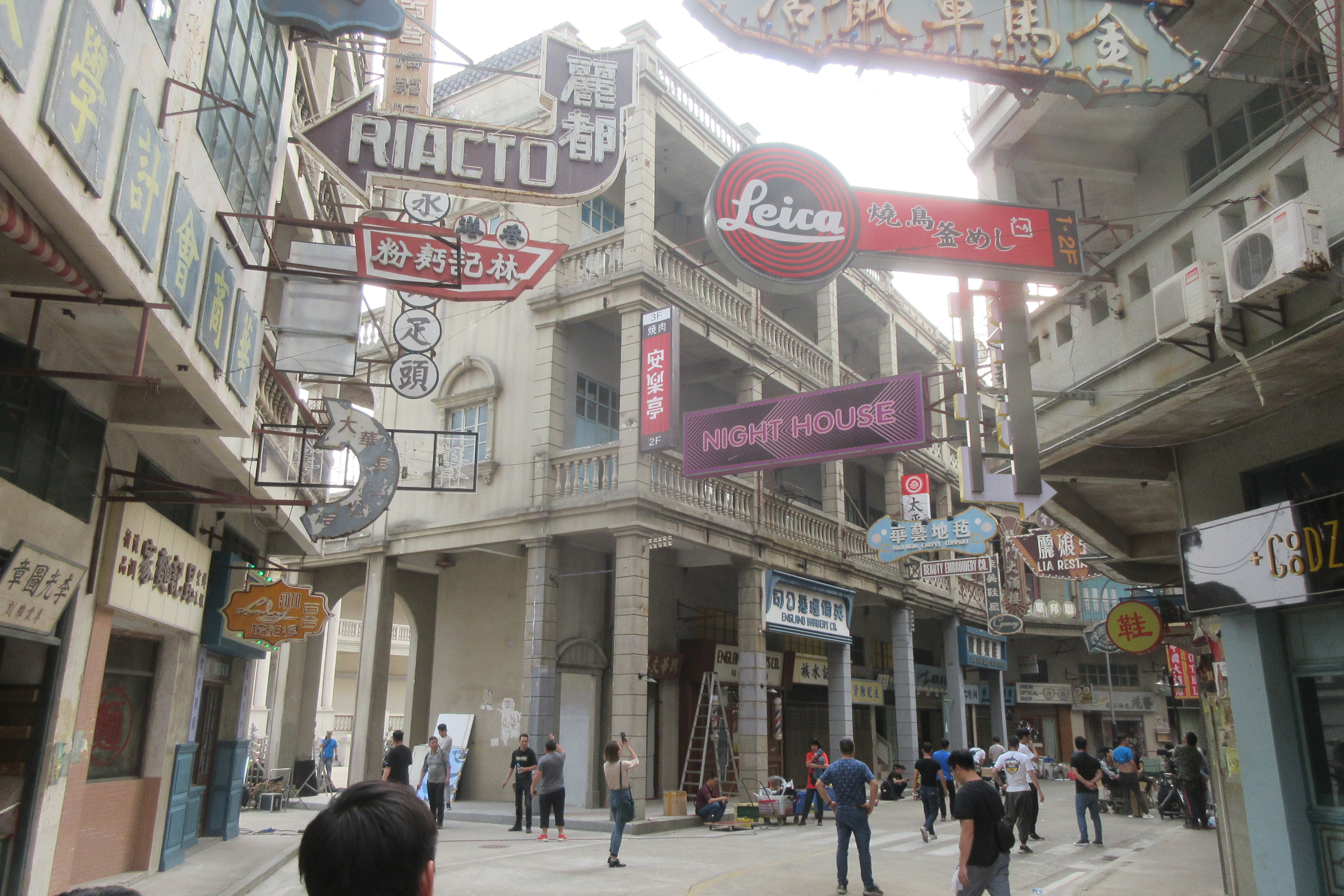
西樵山国立芸術映画都市

- 黄飛鴻記念館 - 仏山出身でカンフーで有名な黄飛鴻に関する展示。
- 西樵山 - 大観音
- 西樵山国立芸術映画都市

## 出身者
- 黄飛鴻
- ブルース・リー（サンフランシスコ生まれ） - 一族の本籍地
- 葉問 - ブルース・リーの師匠。仏山では限られた者しか学べなかった詠春拳を、香港移住後に世に広めた優れた指導者。映画「イップ・マン 序章」シリーズ及び「グランド・マスター」のモデル。

## 対外関係

### 友好都市
- 伊丹市（日本 兵庫県）1985年5月8日
- ストックトン（アメリカ合衆国、カリフォルニア州）1994年3月4日
- ポートルイス（モーリシャス）
- ラ・パルトロウ（フランス、レユニオン）1997年4月11日